# P-64
P-64 (znana tudi kot 9mm pistolet wz. 1964) je poljska polavtomatska pištola za potrebe poljskih oboroženih sil in policije.

## Razvoj
P-64 naj bi nadomestila starejšo pištolo sovjetskega porekla, pištolo Tula Tokarev 33 (TT-33), slavno »tetejko«, izdelana pa naj bi bila okoli naboja 9mm Makarov. Razvoj novega orožja se je začel v petdesetih letih 20. stoletja, serijska proizvodnja pa je stekla v sredini šestdesetih.
Pištola P-64 je dobila neuradno oznako CZAK, kar so začetne črke priimkov konstruktorjev, ki so sodelovali pri razvoju (Mieczysław Adamczyk, Witold Czepukajtis, Romuald Zimny, Henryk Adamczyk, Stanisław Kaczmarski, Jerzy Pyzel). Pri tem so črko P izpustili, saj se je Pyzel ekipi pridružil kasneje, črka A pa je v priimkih dveh konstruktorjev in se zato pojavlja samo enkrat.
Pri razvoju nove pištole so se Poljaki zgledovali po dveh pištolah, sovjetskem Makarovu in nemškem Waltherju PPK. Vzporedno je potekal razvoj dveh različic pištole in tako sta nastala modela model M (Milicyjny - policijski) ter model W (Woyskowy - vojaški).
Modela sta se razlikovala po kapaciteti okvirja (kar je posledično privedlo do povišanja ročaja pištole) ter po dolžini cevi ter zaklepišča. Vojaški model je imel tako kapaciteto 7 nabojev in je bil od policijskega za spoznanje večji. Model M je začel prihajati v službeno uporabo že leta 1961, model W pa ni nikoli prišel v serijsko proizvodnjo, ker je bil po mnenju nekaterih odgovornih ljudi, prevelik za nošenje.

## Službena uporaba
Masovna proizvodnja nove pištole je stekla sredi šestdesetih pod službeno oznako 9mm pistolet wz. 1964. Leta 1972 so na pištoli izvedli nekaj manjših sprememb, saj so se uporabniki pritoževali nad pretrdim sprožilcem, predvsem pri dvojnem delovanju (za proženje prvega naboja z dvojnim delovanjem sprožilca je bilo treba uporabiti kar 120 N sile). Poleg tega je imela pištola še nekaj drugih slabosti. Prva je premajhna kapaciteta enorednega okvirja, druga velik odsun zaradi prekratkega ročaja pištole ter tretja praveč poenostavljeni nenastavljivi in nasploh majhni merki. Poleg omenjenih pomankljivosti je bilo tu še cel kup neposrečenih rešitev. Tako je bila pištola izdelana samo za desničarje, saj so se vsi vzvodi za upravljanje z orožjem nahajali na levi strani. Tudi varovalka, ki je imel po vzoru PPK dva položaja (zgornji - odklenjeno, spodnji - zaklenjeno). Hkrati je varovalka služila tudi kot »dekoker« oz. vzvod za varno spuščanje kladivca, kadar je bil le-ta napet. Tako je pištola za prvi strel delovala v načinu dvojnega delovanja sprožilca. Vzvod za izmet praznega okvirja se je nahajal na spodnjem delu ročaja, kar je bila slabša rešitev od klasičnega gumba za izmet ob braniku sprožilca, kakršnega je imel Walther.
Naslednja slabost te pištole je bila v tem, da ni imela vzvoda za spuščanje zaklepišča po ponovnem polnjenju orožja in je bilo potrebno zaklepišče  po vstavljanju novega okvirja potegniti nazaj in ga spustiti.
Dobra lastnost pištole je bil pokazataelj polnega ležišča naboja, ki se je nahajal na zadnjem delu pištole, tik nad kladivcem.
Spremembe v pištoli, ki so bile zaradi omenjenih pomankljivosti nujne, so privedle do nekaj novih prototipov, na koncu pa je P-64 našel zamenjavo v novi pištoli P-83, ki je v osemdesetih letih začela nadomeščati P-64.